# Faramondo
Faramondo (HWV 39) ist eine Oper (Dramma per musica) in drei Akten von Georg Friedrich Händel und die erste Oper nach dem Zusammenbruch der dritten Opernakademie im Jahre 1737. Mit ihr kehrte Händel an das King’s Theatre am Haymarket zurück.

## Entstehung
Die vorangegangenen Spielzeiten seiner dritten Opernakademie am Theatre Royal in Covent Garden waren so angespannt, hektisch und ausgefüllt gewesen, dass Händel kaum Zeit blieb, über seine persönliche Lage und die der italienischen Oper in London nachzudenken. Diese Gelegenheit bot sich nun unerwartet: Mitte April 1737, nur einen Monat vor der geplanten Premiere der Berenice, erlitt Händel als Folge seiner körperlichen und geistigen Anspannungen einen katastrophalen Zusammenbruch: Schlaganfall! Er wollte in diesen Tagen das von ihm zusammengestellte und bearbeitete Pasticcio Didone abbandonata nach Pietro Metastasios gleichnamigen Erstlingswerk mit Musik von Leonardo Vinci, Johann Adolph Hasse, Geminiano Giacomelli und Antonio Vivaldi leiten, doch durch die eingetretene Lähmung seines rechten Arms und der geistigen Trübungen musste wohl möglicherweise Händels zweiter Cembalist Johann Christoph Schmidt jun. die Abendleitung übernehmen. Zu diesem Zeitpunkt war völlig unklar, ob dieser Schicksalsschlag seine Tätigkeit als Komponist und Dirigent nicht für immer beenden würde. Seine Freunde und Anhänger jedenfalls waren sich keineswegs sicher, wie der Gelehrte James Harris an seinen Vetter, den Earl of Shaftesbury schrieb:

“Yr Lordp’s information concerning Mr Handel’s Disorder was ye first I received – I can assure Yr Lordp it gave me no Small Concern – when ye Fate of Harmony depends upon a Single Life, the Lovers of Harmony may be well allowed to be Sollicitous. I heartily regrett ye thought of losing any of ye executive part of his meritt, but this I can gladly compound for, when we are assured of the Inventive, for tis this which properly constitutes ye Artist, & Separates Him from ye Multitude. It is certainly an Evidence of great Strength of Constitution to be so Soon getting rid of So great a Shock. A weaker Body would perhaps have hardly born ye Violence of Medicines, wch operate So quickly.”

„Die Nachricht Eurer Lordschaft bezüglich Händels Krankheit war die erste, die mich erreichte – Ich kann Euch versichern, dass es mir große Sorge bereitet. Wenn das Schicksal der Harmonie von einem einzigen Leben abhängt, muss man den Freunden der Harmonie die Aufregung verzeihen. Ich empfinde es als tiefsten Verlust, wenn wir ihn als ausführenden Musiker verlieren, doch ich kann mich leicht damit abfinden, solange uns seine Erfindungsgabe erhalten bleibt, denn sie ist es, die den Künstler eigentlich ausmacht und ihn aus der Masse hervorhebt. Sicherlich ist es ein Zeichen großer Kraft und Ausdauer, dass er so einen so schweren Schlag so schnell überwunden hat. Ein schwächerer Körper hätte schwerlich die starken Medikamente verkraftet, die so rasche Wirkung zeigen.“

In seinen Memoirs of Handel (1760) berichtete der Earl of Shaftesbury:

“Great fatigue and disappointment, affected him so much, that he was this Spring (1737) struck with the Palsy, which took entirely away, the use of 4 fingers of his right hand; and totally disabled him from Playing: And when the heats of the Summer 1737 came on, the Disorder seemed at times to affect his Understanding.”

„Große Ermüdung und Enttäuschung belasteten ihn so sehr, dass er im Frühjahr mit einer Lähmung geschlagen wurde, die ihn der Beweglichkeit von vier Fingern der rechten Hand völlig beraubte, und ihm das Musizieren unmöglich machte. Und als die heißen Tage des Sommers 1737 heranrückten, schien die Krankheit mitunter auch seinen Verstand zu verwirren.“

Nach der letzten Vorstellung der Spielzeit, dem Alexander-Fest am 25. Juni, die Händel wahrscheinlich unter Aufbietung aller Kräfte wieder selbst leitete, beschlossen seine Freunde, er habe nunmehr genug eingesteckt, und drängten ihn, die Heilbäder von Aix-la-Chapelle (Aachen) aufzusuchen. Im September ging er also für sechs Wochen dorthin. Über vieles konnte er sich hier Gedanken machen: das Scheitern der Oper; die Unbeständigkeit des Publikums und der Mäzene, seine eigene Position gegenüber der Öffentlichkeit und den ausführenden Künstlern, die neuen Möglichkeiten, die sich durch den Erfolg der Oper in englischer Sprache auftaten, und das beständige Glück, das seine Experimente außerhalb der Opernbühne begleitet hatte.
Seine eigene Zukunft als Virtuose schien dank der „wunderbaren Wirkung“ der Kur, der Medikamente und seiner eisernen Konstitution gesichert. Inzwischen hat die Medizin unterschiedliche Diagnosen für Händels Leiden geliefert: Am verbreitetsten ist die Theorie, der zufolge er an einer Gehirnthrombose litt, von der er sich aufgrund guter Durchblutung rasch erholte. Eine zweite Diagnose lautet: chronischer Muskelrheumatismus; dies würde Händels plötzliche Genesung besser erklären. Die Tatsache, dass Aachen in besonderer Weise mit der Heilung von Geschlechtskrankheiten verbunden wird, stellt keine ausreichende Grundlage für eine Theorie dar, der zufolge Händel an Syphilis litt.
Schwieriger zu diagnostizieren ist, was Händel über die italienische Oper dachte. Er war zu sehr Pragmatiker, um sich nicht einzugestehen, dass sich der Geschmack des englischen Publikums wandelte und dass seine eigenen Opern, wie Mrs. Pendarves, seine lebenslange Verehrerin und Nachbarin in der Brook Street, einmal beklagte

“[…] too good for the vile taste of the town”

„[…] zu gut für den schlechten Geschmack dieser Stadt“

waren. Doch Händel besaß ein natürliches und berechtigtes Überlegenheitsgefühl, wenn es um musikalische Werte ging, und die Launen des Publikums waren für ihn noch lange kein Grund, von seinem Glauben an das dramatische Konzept der italienischen Oper abzulassen. Wenn er Züge Bononcinis und der leichteren Intermezzi in seine eigene hochentwickelte Vorstellung der Opera seria aufnahm, dann war das der äußerste Kompromiss, zu dem er bereit war. Aber noch eine andere Überlegung kam ins Spiel, die im Jahre 1737 von ebenso großer Bedeutung war wie 1729, als Paolo Antonio Rolli sie erstmals in einem Brief an Giuseppe Riva erwähnte:

“[…] perchè parlerò solamente dell’Evento, cioè del concorso o del vacuo, da cui tutto dipende, siasi buono o cattivo.”

„[…] ich werde nur von der Kasse sprechen, das heißt, davon, ob das Theater voll oder leer war, denn davon hängt alles ab, sei es gut oder schlecht!“

Nur wenige Fakten erhellen dieses entscheidende Problem der Finanzierung. Durch neuere Funde (hauptsächlich unter den Papieren des Herzogs von Portland) und die Arbeit von Robert Hume und Judith Milhous besitzen wir heute ein klareres und fundierteres Bild von Händels Position. Obwohl die finanzielle Situation der Royal Academy vom Tag ihrer Gründung (1719) an verzweifelt war, zeigt eine überschlägige Untersuchung der Finanzlage in der Spielzeit 1732/33, dass sowohl Händel wie auch der Impresario Johann Jacob Heidegger sich eine Weiterführung der Oper hätten leisten können, und zwar auf der Basis ihrer Nebeneinkünfte – im Falle Heideggers die Maskenspiele, die ihm pro Jahr mehr als 2000 Pfund eingebracht haben sollen, im Falle Händels lukrative Konzerte (die hohen Einnahmen aus Athalia beispielsweise), das ihm vom König ausgesetzte Gehalt und seine Auftragsarbeiten (Wassermusik und Oden für besondere Anlässe wie Hochzeiten und Beerdigungen). Solange Händel in diesem Projekt nicht selbst einer der Hauptunternehmer war, war seine finanzielle Sicherheit nicht gefährdet. Doch je mehr er sich zur aktiven Beteiligung am Management gezwungen sah, wie im zweiten Anlauf ab 1729 gemeinsam mit Heidegger, desto mehr zog er den „Abscheu“ der Öffentlichkeit auf sich, und desto schneller wurde er von seinen Sängern der „Tyrannei“ bezichtigt. Für Händel als Unternehmer sprachen lediglich seine Hartnäckigkeit und die ihm eigene musikalische Produktivität. Toleranz gehörte nicht zu seinen starken Seiten, und ein Mann, der fähig war, zu erklären, ein königlicher Prinz stehe nicht mehr in seiner Gnade, konnte auf die künstlerischen Exzesse der „von weit hergeholten und teuer bezahlten Herrschaften“, aus denen sich seine Truppe zusammensetzte, nur unwirsch reagieren. Und doch war es wohl so, wie Colley Cibber es formulierte:

“The truth is, that this kind of entertainment being so entirely sensual, it had no possibility of getting the better of our reason but by its novelty; and that novelty could never be supported but by an annual change of the best voices, which like the finest flowers bloom but for a season, and when that is over, are only dead nose-gays.”

„In Wahrheit ist diese Art der Unterhaltung so rein sinnlicher Natur, dass sie stets nur durch Neuartigkeit über unsere Vernunft siegen konnte; und diese Neuartigkeit ließ sich nur durch jährlichen Austausch der besten Stimmen sichern, die, wie die edelsten Blumen, nur einen Sommer lang blühen und an dessen Ende sie nur noch ein welker Strauß sind.“

Händels Scheitern ließ sich gewiss nicht auf mangelnde Unterstützung von höherer Warte zurückführen. König Georg II., Königin Caroline und der Prince of Wales unterstützten Händels Projekte konsequent.

“If everyone were as well satisfied with the company as is the Royal Family, we should have to admit that there never had been such an opera since Adam and Eve sang Milton’s hymn in the Garden of Eden.”

„Wenn jedermann mit der Operngesellschaft so zufrieden wäre wie die Königsfamilie, müssten wir zugeben, dass es keine solche Oper gegeben hat, seit Adam und Eva im Garten Eden Miltons Hymnen sangen.“

schrieb Rolli sarkastisch im Jahre 1729. Das eigentliche Problem war, dass es in London nun zwei Operngesellschaften gab. Eine Gesellschaft allein hätte vielleicht genug Unterstützung gefunden, um finanziell überleben zu können; zwei bedeuteten, dass beide schnell unprofitabel bis zum Ruin wurden: Die sinnlosen Streitereien können ihren gleichzeitigen Niedergang nur beschleunigt haben:

“Our operas have given much cause of dissension; men and women have been deeply engaged; and no debate in the House of Commons has been urged with more warmth: the dispute of the merits of the composers and singers is carried to so great a height, that it is much feared, by all true lovers of music, that operas will be quite overturned. I own I think we make a very silly figure about it.”

„Unsere Opern waren Anlass für große Auseinandersetzungen. Frauen und Männer waren zutiefst davon in Anspruch genommen, und keine Debatte im Unterhaus ist mit solcher Hitze geführt worden. Der Disput um die Verdienste der Komponisten und Sänger geht so weit, dass alle wahren Musikfreunde fürchten, die Oper wird vollkommen untergehen. Ich gebe zu, wir geben dabei ein sehr trauriges Bild ab.“

Das Londoner Publikum wollte Inhalte, nicht nur optische und akustische Reize, und verschärfte damit Wettbewerb und Rivalität. Händel hatte sich weiterhin stur geweigert, auf die Vorschläge von Aaron Hill und anderer Verfechter einer englischen Oper zu hören, nun hatte sich das Publikum der Burleske und der Satire zugewandt. Nicht der italienischen Oper hatte die Bettleroper den Todesstoß versetzt, sondern den Hoffnungen auf eine ernste englische Oper. Jetzt konnte Händel nur noch feststellen, dass das Londoner Publikum bereits über die neue populäre Unterhaltungsform verfügte, nach der es verlangt hatte. Es war nicht die Form, die er (oder Aaron Hill) sich gewünscht hätten, aber die Gelegenheit war verpasst.
Gegen das Scheitern seines Opernprojektes musste Händel nun den Erfolg von Athalia und Esther, Das Alexander-Fest und Acis and Galatea aufwiegen. Obwohl er vom musikalischen Potenzial des Oratoriums noch nicht überzeugt war, schien die Öffentlichkeit bereits zu vermuten, dass aus einer Kombination von Händels „hehrem und noblen Stil“ mit entsprechenden Versen Drydens, Miltons oder der Bibel das fehlende Verbindungsglied zwischen dem Stil seiner offiziösen Festmusiken, die auf dem altüberlieferten englischen Kirchenidiom basierte, und der meisterhaften, aber überstilisierten Opera seria entstehen würde. Eines der Risiken, die das Oratorium barg, war Händel bereits begegnet: die Anfeindung seitens der Öffentlichkeit. Wohl wurde die Oper wegen ihrer Absurdität und Extravaganz angegriffen, dem Oratorium jedoch drohte der weit schwerwiegendere Vorwurf der Gotteslästerung. Einen Kompromiss auf der Grundlage seiner Erfolge mit Dryden und seinen ersten Experimenten in Cannons mit Acis and Galatea stellten die englische Ode oder das Pastoral dar. Weit weniger risikobeladen, dafür ein garantierter finanzieller Erfolg in den Händen eines geschäftstüchtigen Verlegers war der Bereich der Instrumentalmusik. Nach Ansicht der Zuhörerschaft konnte niemand besser Konzerte schreiben als Händel. Mit der Veröffentlichung von Instrumentalmusik war zwar weniger Prestige verbunden als mit der Oper, aber sie verbarg auch weniger Fallstricke. Solange zwei Operngesellschaften in London existierten, blieb Händel eigentlich nur die Wahl zwischen Konzert, Ode oder Oratorium. Gekräftigt, wie er nach dem Aufenthalt in Aachen war, konnte er vielleicht sogar mehr als eines dieser Projekte angehen.
Doch gleichgültig, unter welchem Gesichtspunkt man Händels Laufbahn im Nachhinein betrachtet, eine Tatsache sticht immer hervor: seine hartnäckige Weigerung, vom Theater, seiner eigentlichen Berufung, abzulassen. Weder finanzielle noch gesundheitliche Katastrophen kamen dagegen an, selbst angesichts eines desinteressierten Publikums, eines veränderten Musikgeschmacks und Gerüchten über seine schwindende Macht blieb er standhaft. Sogar in Deutschland war schon die Rede davon,

« […] que les beaux jours de Hendel sont passéz, sa tète est épuissée et son gout hors de mode. »

„[…] dass Händels große Zeit vorüber sei, seine schöpferische Kraft dahin und sein Geschmack nicht mehr zeitgemäß.“

Doch die sechs Wochen seiner Genesung waren noch nicht um, als Händel allen Gerüchten über seine Niederlage entgegentrat, indem er der Stadt Elbing an der Ostsee, nahe Danzig, für die Feier ihres fünfhundertjährigen Bestehens eine Pasticcio-Oper lieferte, die er aus sieben seiner eigenen Kompositionen zusammenstellte. Ein Libretto zu Hermann von Balcke (der die Stadt im Jahre 1237 gegründet hatte) ist in der Elbinger Stadtbücherei noch erhalten, die Musik ging jedoch verloren. Wenn Händel tatsächlich zur Leitung der Aufführung nach Elbing gefahren ist (was zweifelhaft ist), so sagt das viel aus über seinen bewundernswerten Willen zur Genesung, und es fällt leichter, Mainwarings Geschichte Glauben zu schenken, der zufolge Händels Gesundung unter den Aachener Nonnen als Wunder galt. In seinen Memoirs of Handel erzählt der Earl of Shaftesbury eine andere Version der Geschichte, die für Händels vollständige Genesung spricht; darin spielt sich der Vorfall auf Händels Heimreise ab:

“His recovery was so compleat, that in his Return from thence to England, he was able to Play long Voluntaries upon the Organ. In one of the great Towns in Flanders, where he had asked Permission to Play, the Organist attended him, not knowing who he was; and seem’d Struck with Mr. Handell’s Playing when he began: But when he heard Mr. Handell lead off a Feuge, in Astonishment he ran up to him, & embracing him, said You can be no other but the great Handell”

„Seine Genesung war so vollkommen, dass er auf der Rückreise von dort nach England in der Lage war, lange Orgelimprovisationen zu spielen. In einer großen Stadt in Flandern bat Händel um die Erlaubnis, musizieren zu dürfen. Der Organist, der nicht wusste, wen er vor sich hatte, begleitete ihn; und als Händel zu spielen begann, war er wie vom Schlag gerührt. Als er jedoch hörte, wie Händel eine Fuge bearbeitete, lief er voller Verwunderung zu ihm hin, und indem er ihn in die Arme schloss, rief er aus: Ihr könnt kein Anderer sein als der große Händel!“

Als Händel nach England zurückkam, stand er zum ersten Mal einer Opernsaison, die gerade angelaufen war, als Unbeteiligter gegenüber. In einem Detail unterschied sich diese Spielzeit von den vorhergehenden: Das Konzessionsgesetz, das seit dem Sommer in Kraft war, hatte den beiden öffentlichen Theatern Covent Garden und Drury Lane das Monopol über die dramatische (nicht musikalische) Unterhaltung verschafft. John Rich profitierte vom Zusammenbruch der kleinen Bühnen, indem er die Opernburleske The Dragon of Wantley von Henry Carey (Text) und Johann Friedrich Lampe (Musik) für Covent Garden kaufte, nachdem diese am Little Theatre am Haymarket im Mai zuvor wenig erfolgreich gewesen war, und damit auf einen Schlag seine Verluste deckte und sich die einzige musikalische Attraktion dieser Spielzeit sicherte, die für ein ausverkauftes Haus sorgen konnte. Sie wurde in ihrer ersten Spielzeit 69 mal aufgeführt, das waren sieben Vorstellungen mehr, als selbst die Bettleroper erzielt hatte; damit versetzte sie der italienischen Oper endgültig den Todesstoß.

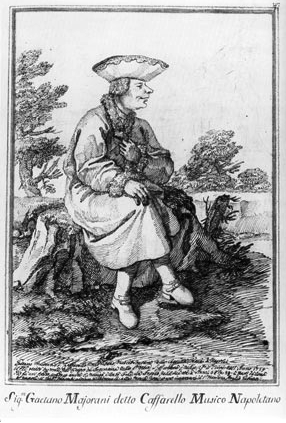
Karikatur Caffarellis Pier Leone Ghezzi, ca. 1740

Am Haymarket hatte unterdessen Heidegger, der letzte verbleibende professionelle Betreiber der gescheiterten Adelsoper, die neue Spielzeit am 29. Oktober 1737 mit einem Pasticcio, Arsace, unter Leitung von Giovanni Battista Pescetti und mit von diesem arrangierter Musik eröffnet. Als Nachfolger Farinellis, der im vergangenen Sommer England endgültig verlassen hatte, engagierte Heidegger den hochmütigen Caffarelli, zeitgenössischen Berichten zufolge ein großartiger Sänger, jedoch launisch und von ungezügelter Arroganz. Später landete er in Italien im Gefängnis, weil er auf der Bühne eine Primadonna durch obszöne Gesten beleidigt hatte. Heidegger hatte Pescetti, der schon zuvor ein Direktor der Opera of the Nobility gewesen war, als Hauskomponisten annonciert, aber er kann kaum von diesem erwartet haben, eine ganze Spielzeit zu bestreiten; wahrscheinlich hoffte er, Händel könne diesem Köder nicht widerstehen. Keine zwei Wochen nach seiner Rückkehr nach England traf Händel mit Heidegger eine Vereinbarung, der zufolge er für dessen Truppe zwei neue Opern und ein Pasticcio schreiben und sich als Musikdirektor in seinen Dienst stellen sollte. Er nahm die Arbeit an Faramondo auf und notierte in seine Partitur „angefangen den 15. Novembr 1737 | Dienstag.“. Doch alle Pläne und Projekte sahen sich jäh unterbrochen, als Königin Caroline am 20. November starb. Gerade erst drei Vorstellungen hatte die neue Spielzeit am Haymarket gesehen, als alle Theater für eine Staatstrauer von sechs Wochen ihre Pforten schließen mussten.
Händel schrieb für die Beisetzungsfeierlichkeiten das berühmte Funeral Anthem The Ways of Zion do Mourn (HWV 264), das am 17. Dezember aufgeführt wurde. Für ihn bedeutete der Tod der Königin einen persönlichen Verlust: Er hatte sie seit ihrem elften Lebensjahr gekannt, als sie noch Caroline von Ansbach war; und im Jahre 1711 in Hannover hatte er für sie, damals die Braut von Georg August, Duette geschrieben. In England hatte sie ihn nachhaltig unterstützt, indem sie für sich und ihre Töchter Opernsubskriptionen bezog, ihn als Musiklehrer anstellte und versuchte, zwischen ihrem Gatten und ihrem Sohn in seinem Interesse zu vermitteln.
Unterdessen setzte Händel mit der Neukomposition fort: „Fine dell Atto 1. Montag den 28 Novembr 1737“ – „Fine dell' Atto 2do | Den 4 Decembr 1737. | Sontags Abends üm 10 Uhr.“ Eine Woche nach den Begräbnisfeierlichkeiten, am Heiligen Abend, beendete Händel Faramondo: „Fine dell' Opera | G.F. Handel. London Decembr 24. 1737.“, und begann sofort mit einer neuen Oper, Serse: „angefangen den 25 Decembr 1737 | Sontag oder 26 Montag, den 2 Xtag.“ Das heißt: „Angefangen am 25. Dezember, Sonntag, oder vielmehr am 26., Montag, nämlich am zweiten Weihnachtstage.“ Die Zahl 25 ist im Manuskript durchgestrichen. Er nahm sich offensichtlich anlässlich des Weihnachtsfestes einen Tag frei. Man wird keinen deutlicheren Beweis finden für seinen Elan, seine Ausdauer und Hartnäckigkeit – trotz des Vermerks unter der Arie Vanne, che piú ti miro (Nr. 6) im Faramondo: „Mr Duval, Arzt in der Poland Street.“.
Als die Staatstrauer am 3. Januar aufgehoben wurde, kam Faramondo noch am selben Abend um 18 Uhr auf die Bühne:

“Last Night the new Opera of Faramondo was perform'd at the King's Theatre to a splendid Audience, and met with general Applause. It being the first Time of Mr Handel's Appearance this Season, he was honour'd with extraordinary and repeated Signs of Approbation.”

„Gestern Abend wurde die neue Oper Faramondo im King's Theatre vor einem großartigen Publikum mit großem Applaus aufgeführt. Da Händel zum ersten Mal in dieser Spielzeit in der Öffentlichkeit erschien, ehrte man ihn durch außerordentlichen und wiederholten Beifall.“

Lord Wentworth (noch keine sechzehn Jahre alt) schrieb nach der Probe am 3. Januar an seinen Vater:

“To be sure it will [be] vastly full since there has not been one so long a time & a new person to sing into the ba[rgain]”

„Mit Sicherheit wird es ungemein voll, da es so lange keine (Oper) gegeben hat, und dazu mit einer neuen Person, die singt...“

Ob damit Caffarelli gemeint war, bleibt unklar. Es könnte sich auch um die Sopranistin Élisabeth Duparc, bekannt als „La Francesina“ handeln, die eine von Händels regelmäßigen Sängerinnen wurde. Der Truppe gehörte auch der Knabe William Savage an, für den Händel schon Sopran-Rollen in Alcina (Oberto) und Giustino (Fortuna) geschrieben hatte. Seine Partie ist im Diskantschlüssel notiert, außer im Schlusschor, wo er die Tenorstimme zu singen hatte. Wann Savage in den Stimmbruch kam, wissen wir nicht. Später sang er als Countertenor und als Bassist weiterhin für Händel.
Besetzung der Uraufführung
- Faramondo – Gaetano Majorano, genannt „Caffarelli“ (Soprankastrat)
- Clotilde – Élisabeth Duparc, genannt „La Francesina“ (Sopran)
- Gustavo – Antonio Montagnana (Bass)
- Rosimonda – Maria Antonia Marchesini, genannt „La Lucchesina“ (Alt)
- Adolfo – Margherita Chimenti, genannt „La Droghierina“ (Sopran)
- Gernando – Antonia Margherita Merighi (Alt)
- Teobaldo – Antonio Lottini (Bass)
- Childerico – William Savage (Knabensopran)

Es wurde schnell klar, dass Händels Oper nicht gegen The Dragon of Wantley ankam, und am 14. Januar musste Lord Wentworth die gegenüber seinem Vater geäußerte Voraussage revidieren:

“The poor operas I doubt go on but badly, for tho’ every body praises both Cafferielli and the opera yet it has never been full, and if it is not now at first it will be very empty towards the latter end of the winter […]”

„Ich fürchte, mit der armen Oper läuft es schlecht, denn obwohl jedermann Caffarelli und die Oper lobt, war sie noch nie ausverkauft, und wenn das nicht wenigstens jetzt gleich eintritt, so wird sie gegen Ende des Winters vor fast leeren Rängen gespielt werden […]“

Er sollte recht behalten mit seiner Befürchtung, denn Faramondo, obwohl zunächst enthusiastisch kommentiert, brachte es dann aber nur auf kümmerliche sieben Aufführungen im Januar und einer Wiederaufnahme am 16. Mai (für die Händel die Partien des Teobaldo und Childerico strich), was, wie Charles Burney bemerkt,

“[…] reflects more disgrace on the public than composer.”

„[…] ein schlechteres Licht auf das Publikum wirft als auf den Komponisten.“

## Libretto
Das Libretto geht zurück auf Apostolo Zenos Dramma per musica Faramondo, das am 27. Dezember 1698 mit Musik von Carlo Francesco Pollarolo in Venedig erstmals aufgeführt worden war. Zeno war nicht nur ein bekannter Literaturkritiker und Hofdichter in Wien, sondern vor Pietro Metastasio der bedeutendste Textdichter für die italienische Oper. Durch seine Melodramen und Oratorien, in denen er die Ideale der klassischen französischen Tragödie zu verwirklichen suchte, hat er die Reform der italienischen Oper beeinflusst, an deren europäischer Entwicklung sich Händel führend beteiligte. Zeno hatte auch in Faramondo den für die Oper des siebzehnten Jahrhunderts charakteristischen komischen und magischen Elementen abgeschworen und behandelt die Geschichte ernst, wie politische und militärische Geschichte, verwoben mit den üblichen Verwicklungen der Liebe und menschlichen Intrigen. Im Jahre 1719 vertonte zunächst Nicola Porpora das Libretto für Neapel. Ein Jahr später war es dann Francesco Gasparini für das Teatro Alibert in Rom. Für Gasparinis Fassung hatte das Libretto eine erste starke Änderung erfahren. Händel griff nicht auf Zenos Original, sondern auf Gasparinis Version zurück, was man auch an musikalischen Anregungen in Händels Partitur erkennen kann. Der Textverfasser für Händels Version der Oper hat eine zweite nennenswerte Veränderung des Ursprungslibrettos vorgenommen und dies auf etwa die Hälfte gekürzt. Allerdings ist sein Name bis heute nicht bekannt, wenn es nicht Händel selbst war. Wie üblich, wurden für London die Rezitative drastisch zusammengestrichen: waren es bei Zeno 1699 Zeilen, bei Gasparini 1240, so blieben in Händels Partitur 540 übrig: Was den üblichen Effekt hat, dass dramaturgische Zusammenhänge und Handlungsmotivationen der Protagonisten oft nicht mehr zu erkennen sind. Es fällt auf, dass es an diesem Umstand keine zeitgenössische Kritik gibt. Für die Uraufführung gab es ein von John Chrichley 1737 gedrucktes Textheft in italienischer und englischer Sprache.
Weder Händel selbst noch seine ihm treuen Spielstätten in Deutschland, Hamburg und Braunschweig, haben Faramondo später wieder auf die Bühne gebracht. In der Neuzeit musste das Werk vergleichsweise lange auf seine Wiederentdeckung warten. Erst am 5. März 1976 wurde es bei den Händel-Festspielen in Halle in einer deutschen Textfassung von Waltraut Lewin und unter der musikalischen Leitung von Thomas Sanderling aufgeführt, aber danach weiterhin selten gespielt. So musste auch die erste Wiederaufführung des Stückes in Originalsprache und historischer Aufführungspraxis bis zum 1. Oktober 2008 warten. Im Rahmen des Festivals Settimane Musicali di Ascona und der CD-Produktion wurde die Oper im schweizerischen Ascona in konzertanter Form mit dem Orchester I Barocchisti unter der Leitung von Diego Fasolis dargeboten.

## Handlung

### Historischer und literarischer Hintergrund

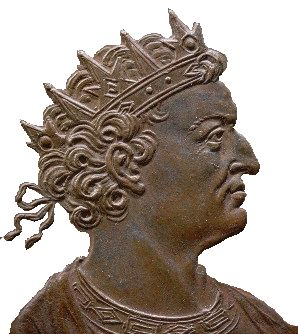
Der sagenhafte salfränkische König Faramund.

Die Ereignisse der Oper auf einen bestimmten Ort und Zeitraum festzulegen, ist nicht möglich. Zu unterschiedlich waren die Epochen der beschriebenen Episoden und Personen. Ist der mythische König Faramund im frühen 5. Jahrhundert angesiedelt, so war die Zeit der Kimbernkriege das Ende des zweiten vorchristlichen Jahrhunderts. Die Kimbern waren ein germanischer Volksstamm. Ursprünglich im nördlichen Jütland ansässig, verließen sie etwa 120 v. Chr. ihre Heimat. Ihre Rastlosigkeit, gepaart mit Eroberungsabsichten, führte sie zusammen mit den Teutonen und Ambronen über Schlesien, Böhmen, durch das Donaubecken, Gallien (Frankreich) und Spanien bis nach Portugal. Letztendlich wurden sie in Norditalien von den Römern aufgerieben und 101 v. Chr. durch Gaius Marius in der Schlacht von Vercellae vernichtend geschlagen. Zuvor, etwa 110 v. Chr., müssen sie auf die sesshaften Salfranken gestoßen sein. Die Sueben waren als Gruppe germanischer Völker mit einem gemeinsamen Religionskult im Gebiet der Havel und Spree bis zur Ostsee ansässig. Die zu ihnen gehörenden Markomannen und Quaden haben sich um 130 v. Chr. auf den Weg nach Spanien gemacht. Auch sie müssen etwa um dieselbe Zeit wie die Kimbern mit allerdings friedlicher Absicht zu den Salfranken gelangt sein. Zieht man den zeitlichen und örtlichen Schnittpunkt, so können die Ereignisse der Oper nur in dieser Zeit etwa im Gebiet der heutigen Provence, vor allem im Tal der Rhone stattgefunden haben. Nur König Faramund passt in diese Zeit überhaupt nicht hinein.

“ARGOMENTO
 A Gustavo re de' Boemmi e de' Cimbri concesse il cielo tre figliuoli, Sveno, Adolfo e Rosimonda. Di questa invaghitosi Gernando re degli Svevi, fece per mezzo d'Ambasciatori richiederla al re suo padre per moglie, ma qualunque ne fosse il motivo o di politica, o di alterigia, ne riportò da Gustavo il rifiuto: del che oltremodo sdegnatosi, né potendo egli solo far la guerra ad un monarca, le cui forze erano di gran lunga maggiori delle sue, ricorse all'aiuto di Faramondo re della Franconia, principe suo confederato ed amico, da cui altre volte avea ricevuto la libertà, ed era stato rimesso nel regno. Faramondo, tuttoché fosse amico anche di Gustavo, al cui figlio Adolfo, che si tratteneva in sua corte, trattava allora di conceder in moglie la principessa Clotilde sua sorella, avendo nulladimeno maggior impegno di amicizia con lo Svevo, ruppe il trattato di nozze unissi co' Gernando, e vinto in una campale battaglia l'esercito di Gustavo, entrò armato nella Cimbria, ponendola tutta a ferro e fuoco. Gustavo sprovveduto di forze per porre argine ad un esercito vittorioso, fu costretto portarsi nella Boemmia per raccogliervi una nuova armata, ed intanto i due re collegati entrando nel Paese nemico de' Cimbri se ne impossessarono agevolmente, assediando nella sua metropoli Sveno e Rosimonda. Avendo ivi inteso, che Gustavo si appressava con nuove forze maggiori delle passate per far loro scioglier l'assedio, diedero un feroce generale assalto alla città, e riuscì a Faramondo il prenderla, e l'uccidervi di sua mano Sveno che n'era alla difesa. La morte di questo principe dà occasione a tutto lo 'ntreccio del dramma, poiché quindi ne nasce che con giuramento inviolabile presso alla superstizione del gentilesimo, Rosimonda giura la morte di Faramondo, e Gustavo promette in consorte la figlia, e in premio la Cimbria, a chi verrà a presentargli il capo tronco del re nemico. Nel tempo stesso che Faramondo sull'imbrunir della notte prende la città, riesce a Teobaldo, uno de' capitani e 'l più confidente di Gustavo, far prigioniero nel campo de' Franchi la principessa Clotilde condottavi dal fratello, conforme al noto costume degli antichi popoli della Germania, che usavano condur seco nelle guerre tutta la loro famiglia. L'odio che spinge Teobaldo a' danni di Faramondo, non deve in lui condannarsi sino alla fine della favola, ove si scopre qual fosse Sveno creduto figliuolo di Gustavo, e Childerico stimato figliuolo di Teobaldo. Da queste azioni si dà cominciamento al dramma, che prende il nome di Faramondo dal suo attor principale. Questi è quel Faramondo, che prima essendo re della Franconia, chiamato poscia dal suo coraggio alla conquista di un regno, in cui nulla avesse di parte la nascita o la fortuna, ma che fosse tutto del suo valore, passato il Reno, andò ad insignorirsi delle Gallie, e dando loro il nome di Francia fu il primo che con lo stabilimento della legge salica desse principio a quella in ogni tempo gloriosa, e formidabile monarchia. Del soggetto principale di questo dramma, per tacere mons. di Mezeray, de la Serre, Verdier, ed altri storici francesi, confesso d'esser singolarmente tenuto a mons. de la Calprenede, che non solo me ne ha dato il motivo ma ancora mi ha somministrata una parte del viluppo nella seconda parte del suo Faramondo, o sia della sua Storia di Francia.”

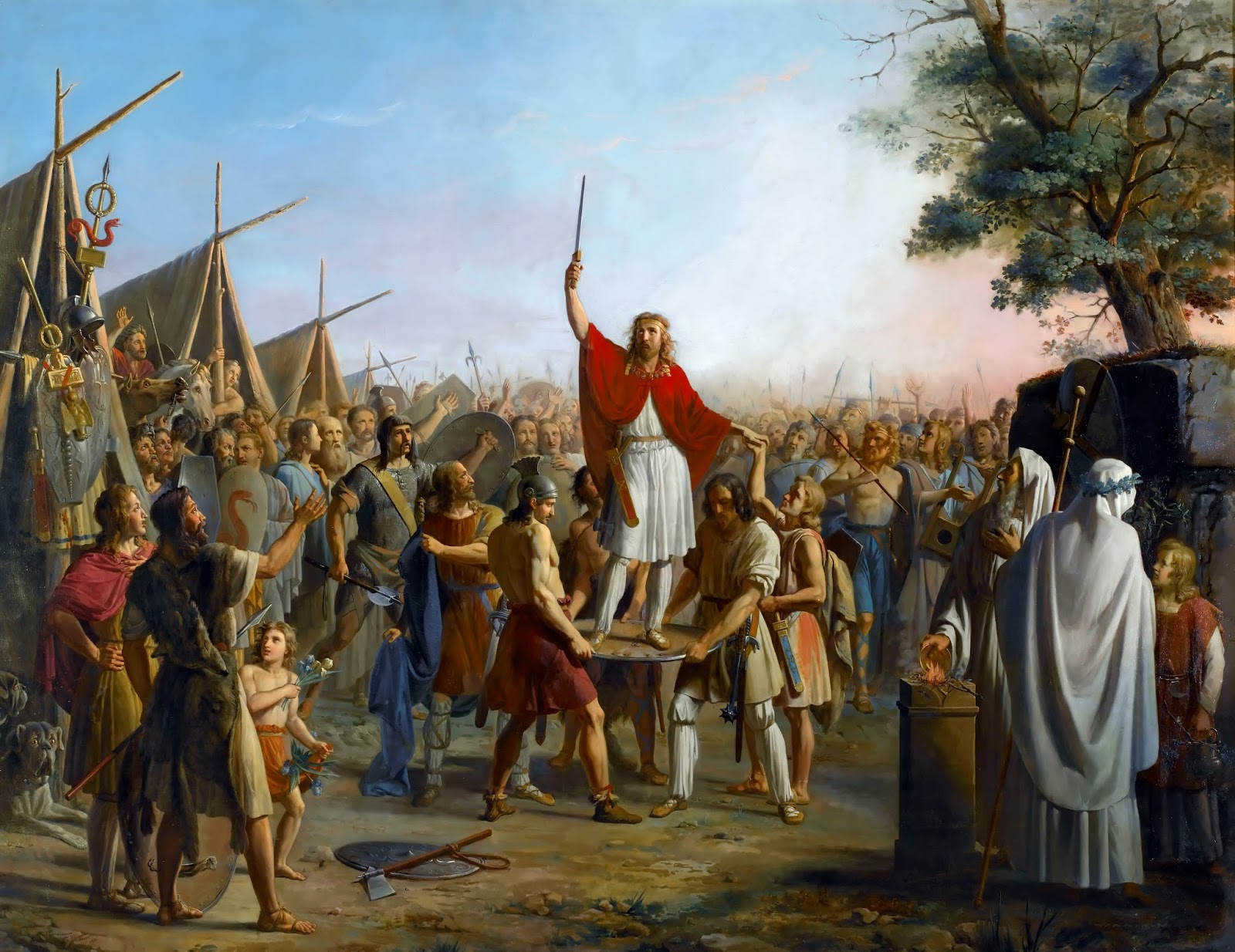
Pharamond wird von den Franken aufs Schild gehoben, Pierre Révoil und Michel-Philibert Genod, 1841–45

„VORREDE
 Gustavo, dem König der Böhmen und Cimbern, bescherte der Himmel drei Kinder: Sveno, Adolfo und die Tochter Rosimonda. Von ihr war Gernando, König der Sueben, so bezaubert, daß er ihren Vater bat, sie ihm zur Frau zu geben. Mögen ihn nun Hochmut oder politische Gründe bewogen haben – Gustavo wies den Antrag ab. Gernando war darüber zutiefst beleidigt, sah sich aber außerstande, sich auf kriegerische Weise an einem König zu rächen, dessen Kräfte den seinen bei weitem überlegen waren. So holte er Faramondo, den König der Franken, zu Hilfe, der ihm schon einmal dazu verholfen hatte, Reich und persönliche Freiheit zurückzuerobern. Faramondo war zwar ein Freund Gustavos und hatte dessen Sohn Adolfo seiner Schwester Clotilde zur Frau versprochen. Er fühlte sich aber der Freundschaft der Sueben stärker verpflichtet. So brach er den Ehekontrakt, vereinigte sich mit Gernando und drang, nachdem er in offener Schlacht das Heer des Gustavo besiegt hatte, bewaffnet in Cimbrien ein, wo er alles dem Feuer und dem Schwert unterwarf. Gustavo, außerstande, das siegreiche Heer Faramondos aufzuhalten, zog sich nach Böhmen zurück und stellte dort neue Truppen auf. Währenddessen drangen die verbündeten Könige im Land der Cimbern vor und belagerten die Hauptstadt. Auf die Nachricht vom Herannahen Gustavos an der Spitze eines mächtigen Heeres unternahm Faramondo einen Generalangriff auf die Stadt, eroberte sie und tötete mit eigener Hand Sveno, der die Verteidiger anführte. Der Tod des Königssohns ist die Ursache für den ganzen Konflikt dieses Dramas: Rosimonda schwor Faramondo, dem Mörder ihres Bruders, den Tod; Gustavo verpflichtete sich durch einen Eid, seine Tochter als Preis demjenigen zur Frau zu geben, der ihm das Haupt des erschlagenen Feindes überreicht. (Und der Eid oder Schwur ist im Heidentum eine unverbrüchliche Bindung!) Zur gleichen Zeit, als Faramondo im Schatten der Nacht die Hauptstadt eroberte, wurde seine Schwester Clotilde von Teobaldo, einem der Hauptleute und engem Vertrauten Gustavos, aus dem Lager der Franken entführt. Man soll den Haß Teobaldos gegen die Untaten Faramondos nicht verdammen. Es offenbart sich am Schluß der Fabel, daß Sveno nur ein untergeschobener Sohn des Gustavo und Childerico nur ein vorgeblicher Sohn des Teobaldo ist. Aus diesen Aktionen ergibt sich der Anfang des Dramas, das nach seinem Haupthelden den Namen FARAMONDO trägt. Das ist jener Faramondo, der zunächst König der Franken war und dann von seinem Mut bewogen wurde, ein Reich zu erobern, in dem ihm nichts durch Geburt oder Glück gehörte, sondern alles seiner Tapferkeit zu verdanken war. Nachdem er den Rhein überschritten hatte, bemächtigte er sich Galliens, aus dem er, unter dem neuen Namen Frankreich, dieses zu allen Zeiten ruhmreiche und mächtige Reich schuf. Den Gegenstand dieses Dramas verdanke ich – neben di Mézeray, de la Serre, Verdier und anderen französischen Historikern – vor allem Monsieur de Calprenède und seiner ‚Geschichte Frankreichs‘.)“

### Erster Akt
(Innenhof der Festung Gustavos) König Gustavo schwört Faramondo, dem Mörder seines Sohnes Sveno, blutige Rache und setzt seine Tochter Rosimonda als Kopfpreis aus. Er kann sich nicht entschließen, anstelle Faramondos dessen gefangene Schwester Clotilde zu töten und zieht mit ihr als Pfand an der Spitze seiner Truppen in den Kampf gegen Faramondo.
(Vor der Festung) Aus Liebe zu Clotilde sagt sich Adolf, Gustavos Sohn von seiner Verpflichtung zur Blutrache los und beschließt, Faramondos Leben zu schützen.
(Garten Rosimondas) An der Spitze seiner Truppen erstürmt Faramondo die Festung der Cimbern und nimmt die Königstochter Rosimonda für seinen Freund und Auftraggeber Gernando in Besitz. Dabei verliebt er sich selbst in die schöne Gefangene und ist nun nicht mehr in der Lage, seine Kriegshandlungen zu Ende zu führen.
(Innenhof der Festung Gustavos) Gernando betrachtet den um Schonung für Rosimonda bittenden Faramondo als Todfeind und organisiert seine Ermordung.
(Garten Rosimondas) Gernando kommt zu Rosimonda, um den Lohn für die Vernichtung Faramondos in Empfang zu nehmen. Doch Faramondo ist dem Attentat entgangen und beherrscht die militärische Lage. Gegenüber Gernando verzichtet er auf Vergeltung und bietet Rosimonda sein Leben an, um die Erinnerung an den Krieg auszulöschen. Rosimondas Hass beginnt zu schwinden. Nur unter äußerster Anstrengung kann sie an ihrer Verpflichtung zur Rache an Faramondo festhalten.
(Feldlager Gustavos) Gustavo tritt Clotilde als Liebhaber entgegen und wird von ihr abgewiesen. Sie hält unbeirrbar an der Liebe zu Adolfo fest. Gustavo rüstet zu einem Versuch, den unbewaffneten Faramondo hinterrücks zu ermorden.
(Zwischen den Lagern) Adolfo rettet den wehrlosen Faramondo vor dem Mordanschlag seines Vaters. Faramondo erklärt alle Feindseligkeiten gegenüber Gustavo für beendet und gibt das eroberte Land an seinen Herrscher zurück. Gustavos Antwort ist gesteigerter Hass. Faramondo macht mit dem strikten Befehl an seine Truppen im Falle seines Todes jede neue Blutrachehandlung zu unterlassen, die getroffene Entscheidung unumkehrbar.

### Zweiter Akt
(Innenhof der Festung Gustavos) Gernando verbündet sich mit Gustavo zu gemeinsamem Vorgehen gegen Faramondo. Rosimonda versucht, seine Illusionen, ihm im Falle eines Erfolges gegen Faramondo als Preis zu gehören, zu zerstören. Doch Gernando hält an seiner Liebe zu ihr fest.
(Garten Rosimondas) Faramondo kommt allein und unbewaffnet zurück in die Festung. Er ist fest entschlossen, Rosimonda wieder zu sehen und bereit, mit seinem Leben dafür zu bezahlen. Rosimonda bewahrt ihn vor dem Zugriff Teobaldos und lässt ihn durch Childerico in Schutzhaft nehmen.
(Kerker) Faramondo erkennt seine Verhaftung als Zeichen der Liebe Rosimondas und befolgt glücklich ihren Befehl. Clotilde entschließt sich zu einem schweren Gang: sie will versuchen, Faramondos Freilassung bei Gustavo zu erwirken.
(Feldlager Gustavos) Adolfo versucht erneut, seinen Vater an einer Gewalttat gegenüber Faramondo zu hindern und wird verhaftet. Clotilde weist auch in auswegloser Situation Gustavos Werbung ab.
(Kerker) Rosimonda bewahrt den gefangenen Faramondo vor dem Zugriff Gernandos und Teobaldos. Außerstande, den Gefangenen vor weiteren Übergriffen zu schützen, gibt sie ihm seine Freiheit unter der Bedingung zurück, dass er bis zum letzten um den Erhalt seines Lebens kämpft.

### Dritter Akt
(Kerker) Anstelle Faramondos lässt Gustavo Rosimonda, Clotilde, Adolfo und Childerico gefangen setzen und droht mit ihrer Hinrichtung, falls Faramondo nicht freiwillig in seine Gefangenschaft zurückkehrt.
(Vor der Festung) Gernando handelt nunmehr auf eigene Faust. Er gewinnt Teobaldo mit dem Versprechen sozialen Aufstiegs für eine vorübergehende Festnahme des unberechenbar gewordenen Gustavo.
(Zwischen den Lagern) Angesichts der Drohung Gustavos ruft Faramondo seine Soldaten zu den Waffen zurück und setzt sie in Marsch, um die angekündigte Bluttat zu verhindern.
(Garten Rosimondas) Gernando hat die vier Geiseln befreit und hält Rosimonda in seiner Gewalt. Gustavo übergibt Adolfo seine Leibgarde und beauftragt ihn mit der Befreiung Rosimondas. Allein geblieben, wird er von Teobaldo gefangen genommen.
(Innenhof der Festung Gustavos) Faramondo hat inzwischen Gernando besiegt und Rosimonda befreit. Nun löst er auch Gustavos Fesseln. Doch noch immer betrachtet ihn der Cimbernkönig als Todfeind. Resignierend bietet Faramondo das Opfer seines Lebens an. Rosimonda bekennt öffentlich ihre Liebe und verlangt, anstelle Faramondos getötet zu werden.
Gustavos Hass ist besiegt. Auf der Vollstreckung des Urteils beharrt er aber weiterhin. Faramondo erwartet den tödlichen Schlag. Aber der bleibt aus – Gustavo kann ihn nicht mehr führen.
(Vor der Festung) Apotheose: „O möge Tugend ergreifen der Menschen Herzen.“

## Musik
Der Aufbau des Händel vorliegenden Operntextes ist kritikfähig. Der unbekannte (italienische) Textdichter hat für Gasparinis Version gegenüber dem Zenoschen Original so viel gestrichen, abgeändert und umgestellt, dass es schwerfällt, diese Oper selbst mit dramaturgischem Geschick aufzuführen. Dies ist zu bedauern, da die Musik abwechslungsreich und teilweise sehr fesselnd sowie in dem neuen Stil leicht, eingängig und lebendig ist.
Das Gewicht der musikalischen Umsetzung liegt auf der situativen Beschreibung und der szenischen Ausgestaltung. Dies bewirkt, dass es zwar, melodisch und klangbildlich betrachtet, eine Reihe schönster Arien und Duette gibt, dass aber dabei eine tiefer gehende Schilderung und Ausmalung der Charaktere nicht möglich war. Insofern hat Faramondo einen eigenen Platz in der Geschichte der Händel-Opern. Eine dramaturgische Einheit ist sie jedenfalls nicht, wenngleich sehr wohl schön und genussvoll anzuhören. Allerdings ist der Misserfolg in der Londoner Aufführungszeit 1738 darauf nicht zurückzuführen, die Gründe dafür lagen, wie bekannt, nicht auf musikalischer Ebene.

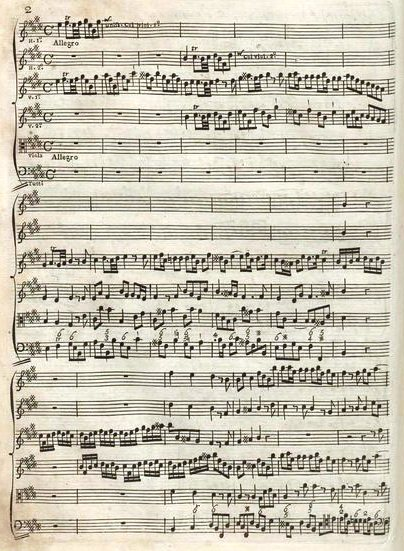
Beginn der Fuge in der Ouverture (Druck von John Walsh, London 1738.)

Faramondo beginnt, wie fast alle Händel-Opern, mit einer Ouvertüre in französischem Stil, welche in der Literatur einige Male, z. B. von Hugo Leichtentritt und Paul Henry Lang, als „außerordentlich schön“ beurteilt wurde. Auch Charles Burney lobte sie überschwänglich:

“The overture to Faramond is one of the most pleasing of all Handel's opera overtures. [...] Nothing can be more grand than the opening, or more free and spirited than the fugue; and as to the air, it speaks intelligibly to all ears.”

„Die Ouvertüre zu Faramondo ist eine der schönsten aller Händelschen Opernouvertüren.[...] Eine großartigere Eröffnung ist kaum vorstellbar, oder etwas freizügigeres, temperamentvolleres als diese Fuge; und um von der Air zu reden: sie spricht sehr eingängig in alle Ohren.“

Gleich am Ende der ersten Szene gibt es einen kurzen und leichten Chorsatz: Pera, pera! l'alma fiera (Nr. 2). Im ersten Akt sind es sonst zwei Sopranarien zweier recht unterschiedlicher Frauengestalten, Rosimonda und Clotilde, die besonders aufhorchen lassen. Da ist zunächst die von Rosimonda Vanne, che piú ti miro, piú cresce il mio dolor (Nr. 6), in der wie das offene Herz einer jungen Frau erleben, welches die Hoffnung hat, bald mehr Liebesbeweise von Faramondo zu erhalten. Diese Unsicherheit, ob sie so etwas erwarten kann und erleben wird, drückt die Arie, welche ohne das übliche Orchestervorspiel direkt aus dem Rezitativ heraus beginnt, in einer schönen Melodie, ungewöhnlichen Modulationen und mit wellenartigen Begleitfiguren im Orchester aus.
Die darauf folgende Antwort- und Abgangssarie Rival ti sono (Nr. 7) des Faramondo, schwungvoll und bestimmt, ist eine richtige Motto-Arie: sie beginnt mit der Losung im Gesang, danach folgt erst das Orchestervorspiel. Händel gibt hier seinem neuen Primo Uomo auffallend oft die Gelegenheit, sich bei ad-libitum-Passagen stimmlich zu beweisen.
Die zweite Sopranarie ist der einfallsreiche Gesang der Clotilde Mi parto lieta sulla tua fede (Nr. 12), einer Frau, die weiß, was sie wert ist, sich aber doch ganz verschenken kann.
Der erste Akt endet mit Faramondo: Se ben mi lusinga l'infida speranza (Nr. 13), einem guten Beispiel dafür, wie Händel Elemente des neuen Stils (besonders in den Begleitfiguren) in seine Schreibart integriert, ohne dass dies zu Oberflächlichkeit und hohler Virtuosität führt. Es ist ein mitreißendes Stück.
Der zweite Akt beginnt mit einer Sinfonia in Händels früherem Stil. Für die temperamentvolle Partie der Clotilde gibt es Combattuta da due venti (Nr. 18), eine sehr originelle Arie. Gustavos Bass-Partie eignet sich besonders gut, glühende Rache darzustellen: Sol la brama di vendetta (Nr. 20), mit einem imposanten Thema, hart und zerklüftet durch Riesen-Sprünge in den Violinen. Ebenso sehr aufgebracht ist Gernandos Nella terra, in ciel (Nr. 21), hier mit wilden Sechzehntelfiguren in den Geigen.
Den zweiten Akt beschließt ein einteiliges Duett von Faramondo und Rosimonda Vado e vivo/Vanne e vivi (Nr. 22) in freundlichem und hoffnungsträchtigen G-Dur. Es nimmt irdische Freuden vorweg, stellt aber Liebe und Treue in den Vordergrund.
Dem wiederum mit einer Sinfonia eingeleiteten dritten Akt folgt sogleich das zweite Duett der Oper: Caro/Cara, tu mi accendi nel mio core (Nr. 24), diesmal für Clotilde und Adolfo und in ausgedehnterer Da capo-Form. Hervorhebenswert ist weiterhin Faramondos leidenschaftliche Arie Voglio che sia l’indegno (Nr. 26), ein feuriges und einfallsreiches Stück, was offensichtlich für eine große Stimme (Caffarelli) geschrieben wurde und sehr abwechslungs- und farbenreich ist.
Die letzte Arie der Oper, Faramondos Virtú che rende si forte un core, d'odio e d'amore (Nr. 30) ist eine der schönsten im Jagdrhythmus geschriebenen Opernarien, die es gibt. Sie ist sehr reich instrumentiert (mit neun obligaten Systemen in der Partitur), und die Hornpartien darin sind besonders fröhlich und beschwingt. Faramondos Gesang geht direkt in den üblichen, vom versammelten und nach Wirren versöhnten Solistenensemble zu singenden Schlusschor über.

## Struktur der Oper
Ouverture. – (Minuet). (2 Ob, Str, BC)

### Erster Akt
| Scena I    | Recitativo. Gustavo, Adolfo Popolo, figlio, in basse note e meste                               |
|            | 1. Recitativo accompagnato. Gustavo (Str, BC) Ascolta dagli Elisi, ombra di Sveno               |
|            | 2. Coro. (Str, BC) Pera, pera! l’alma fiera                                                     |
| Scena II   | Recitativo. Teobaldo, Gustavo, Adolfo, Clotilde Mio Re, pronta qui vedo l’orrida pompa          |
|            | 3. Aria. Gustavo (2 Vl, BC)Viva, sì, che nel mio seno venir meno                                |
| Scena III  | Recitativo. Adolfo, Clotilde Siam pur fiori, o mia cara                                         |
|            | 4. Aria. Clotilde (2 Ob, Str, BC)Conosceró, se brami ch’io t’ami                                |
| Scena IV   | Recitativo. Adolfo Perdoni all’amor mio                                                         |
|            | 5. Aria. Adolfo (Ob, Str, BC) Chi ben ama, og’n altro affetto                                   |
| Scena V    | Recitativo. Childerico, Faramondo, Rosimonda Finché avrò spirto, e vita, del mio sen farò scudo |
|            | 6. Aria. Rosimonda (Str, BC) Vanne, che più ti miro, più cresce il mio dolor                    |
| Scena VI   | Recitativo. Faramondo, Gernando Faramondo infelice!                                             |
|            | 7. Aria. Faramondo (2 Ob, Str, BC) Rival ti sono ma son fedel                                   |
| Scena VII  | Recitativo. Gernando Va pur; prevenirò gli empii di segni                                       |
|            | 8. Aria. Gernando (Str, BC) Voglio che mora, sì, sì                                             |
| Scena VIII | Recitativo. Rosimonda S’è giusto l’idio mio                                                     |
| Scena IX   | Recitativo. Gernando, Rosimonda Principessa, in vedermi                                         |
| Scena X    | Recitativo. Faramondo, Rosimonda, Gernando Sino ad ora, Gernando                                |
| Scena XI   | Recitativo. Faramondo, Rosimonda Rosimonda, tu sei libera                                       |
|            | 9. Arioso. Faramondo (2 Vl, BC) Sí, torneró a morir, non a placarti                             |
| Scena XII  | Recitativo. Rosimonda Qual nemico m’h’andato                                                    |
|            | 10. Aria. Rosimonda (Str, BC) Sento, che un giusto sdegno mi sprona a vendicarmi                |
| Scena XIII | Recitativo. Gustavo, Clotilde Sì, Clotilde; il mio seno                                         |
| Scena XIV  | Recitativo. Teobaldo, Gustavo Faramondo, Signor, solo ed in erme                                |
|            | 11. Aria. Teobaldo (2 Vl, BC) Vado a Recar la morte all’empio traditor                          |
| Scena XV   | Recitativo. Clotilde, Adolfo Dalla citade, e solo                                               |
|            | 12. Aria. Clotilde (Str, BC) Mi parto lieta sulla tua fede                                      |
| Scena XVI  | Recitativo. Faramondo, Gustavo, Adolfo Fra quest’ombre selvagge                                 |
| Scena XVII | Recitativo. Faramondo Vuò stancare il destin                                                    |
|            | 13. Aria. Faramondo (2 Ob, Str, BC) Se ben mi lusinga l’infida speranza                         |

### Zweiter Akt
|            | 14. Sinfonia. (2 Ob, Str, BC)                                                             |
| Scena I    | Recitativo. Gustavo, Rosimonda, Childerico, Gernando Già udisti i sensi miei              |
| Scena II   | Recitativo. Rosimonda, Gernando Principessa, a tuoi lumi tu devi                          |
|            | 15. Aria. Rosimonda (Str, BC) Sì l’intendesti, sì, e questa la merce                      |
| Scena III  | Recitativo. Gernando Sì, sdegna Rosimonda                                                 |
|            | 16. Aria. Gernando (Str, BC) Non ingannarmi, no, conforto del mio sen                     |
| Scena IV   | Recitativo. Clotilde, Faramondo Faramondo, e pur salvo                                    |
| Scena V    | Recitativo. Rosimonda, Clotilde Benchè di Faramondo tu sii germana                        |
| Scena VI   | Recitativo. Faramondo, Rosimonda E mora! Misero, e qual tuo fato                          |
| Scena VII  | Recitativo. Teobaldo, Rosimonda, Clotilde, Childerico E dal mio brando questa morte avrai |
|            | 17. Aria. Faramondo (Str, BC) Poi che pria di morire                                      |
| Scena VIII | Recitativo. Clotilde, Rosimonda Rosimonda, il suo duolo non basta                         |
|            | 18. Aria. Clotilde (Str, BC) Combattuta da due venti                                      |
| Scena IX   | Recitativo. Gustavo, Adolfo Faramondo è in catene, e morir deve                           |
|            | 19. Aria. Adolfo (Str, BC) Se a’piedi tuoi morrò, la destra bacierò                       |
| Scena X    | Recitativo. Clotilde, Gustavo Signor, umil ti chiedo                                      |
|            | 20. Aria. Gustavo (2 Ob, Str, BC) Sol la brama di vendetta puo dar pace a questo cor      |
| Scena XI   | Recitativo. Childerico, Teobaldo Quanto di Faramondo                                      |
| Scena XII  | Recitativo. Gernando, Childerico Aprimi quelle porte                                      |
|            | 21. Aria. Gernando (2 Vl, BC) Nella terra, in ciel, nell’onda                             |
| Scena XIII | Recitativo. Rosimonda, Childerico Childerico? I tuoi cenni                                |
| Scena XIV  | Recitativo. Rosimonda, Faramondo Tu non sei, Faramondo, prigionier                        |
|            | 22. Duetto. Faramondo, Rosimonda (Fl, Str, BC) Vado e vivo con la speranza                |

### Dritter Akt
|            | 23. Sinfonia. (2 Ob, Str, BC)                                                                                    |
| Scena I    | Recitativo. Gustavo, Clotilde, Adolfo Mi tradiscono i figli, il nemico mi fugge!                                 |
| Scena II   | Recitativo. Childerico, Clotilde, Adolfo Quai mi straziano l’alma dubbii pensieri                                |
|            | 24. Duetto. Clotilde, Adolfo (Str, BC) Caro! / Cara! tu mi accendi nel mio core                                  |
| Scena III  | Recitativo. Teobaldo. Gernando, Faramondo Signor, non t’inoltrar                                                 |
|            | 25. Aria. Gernando (2 Vl, BC) Cosí suole a rio vicina umil pianta alzare i rami                                  |
| Scena IV   | Recitativo. Faramondo, Teobaldo A me viene Teobaldo?                                                             |
| Scena V    | Recitativo. Faramondo Andiam, fidi guerrieri                                                                     |
|            | 26. Aria. Faramondo (Str, BC) Voglio che sia l’indegno                                                           |
| Scena VI   | Recitativo. Gustavo, Teobaldo D’un oltraggiato Re                                                                |
| Scena VII  | Recitativo. Adolfo, Gustavo, Teobaldo Padre… Tu Adolfo in liberta?                                               |
| Scena VIII | Recitativo. Gustavo, Teobaldo Disarmato è gia il Re                                                              |
| Scena IX   | Recitativo. Adolfo, Faramondo, Teobaldo, Gustavo Ecco gl’iniqui. Su, ferite gli empii                            |
|            | 27. Aria. Adolfo (2 Ob, Str, BC) Se ria procella sorge nell’onde                                                 |
| Scena X    | Recitativo. Faramondo, Gustavo, Rosimonda, Gustavo, Clotilde Non isdegnar, Gustavo                               |
|            | 28. Aria. Rosimonda (Str, BC) Sappi, crudel, io t’amo, e per tua pena ancor!                                     |
| Scena XI   | Recitativo. Faramondo, Clotilde, Gernando, Gustavo, Adolfo Or vo’lieto alla morte!                               |
| Scena XII  | Recitativo. Clotilde, Adolfo Misera! ei corre a morte, ed io resto a goder?                                      |
|            | 29. Aria. Clotilde (Str, BC) Un’aura placida e lusinghiera                                                       |
| Scena XIII | Recitativo. Gustavo, Childerico                                                                                  |
| Scena XIV  | Recitativo. Teobaldo, Gustavo, Adolfo, Childerico, Clotilde, Gernando, Faramondo Ohime! trradito io sono!        |
| Scena XV   | Recitativo. Gustavo, Rosimonda, Faramondo, Childerico Figlia, di Faramondo… Io so la sorte; per cio voglio morir |
|            | 30. Aria e Coro. Faramondo (2 Ob, 2 Hr, Str, BC) Virtú che rende si forte un core                                |

## Erfolg und Kritik
Winton Dean äußerte den Verdacht, dass Händel bei der Komposition von Faramondo

“[…] was not consistently on the ball. He may have had his fill of Dark Age blood-and-thunder melodrama. Berenice and Arminio had been a come-down after the glories of the Ariosto operas, and though Giustino promised a new approach he had not yet found the lighter tone of Serse and Imeneo. Strohm suggests that the libretto of Faramondo may have been chosen by Heidegger, and that Handel set it unwillingly. However that may be, it is a very uneven opera, with half a dozen peaks where some facet set Handel’s genius alight, chiefly in Act II, but a good deal of routine matter.”

„[…] nicht die ganze Zeit „am Ball“ war. Vielleicht hatte er genug von den Blut-und-Donner-Melodramen früherer Zeiten. Berenice und Arminio waren ein Abstieg nach den herrlichen Ariosto-Opern und obwohl Giustino einen neuen Ansatz versprach, hatte er jedoch noch nicht den helleren Ton des Serse und des Imeneo gefunden. Nach Ansicht von [Reinhard] Strohm, könnte Heidegger das Libretto zu Faramondo ausgewählt haben und Händel setzte es widerwillig in Musik. Wie dem auch sei: es ist ein sehr unausgewogene Oper, mit einem halben Dutzend Höhepunkten, in denen Händels Genialität aufblitzt (vor allem im zweiten Akt) aber [insgesamt] ein gutes Stück Routine-Arbeit.“

## Orchester
Traversflöte, zwei Oboen, zwei Hörner, Streicher, Basso continuo (Violoncello, Laute, Cembalo).

## Diskografie
- Vox Classics 7536 (1996): D’Anna Fortunato (Faramondo), Julianne Baird (Clotilde), Peter Castaldi (Gustavo), Jennifer Lane (Rosimonda), Mary Ellen Callahan (Adolfo), Drew Minter (Gernando), Mark Singer (Teobaldo), Lorie Gratis (Childerico)
Brewer Chamber Orchestra; Dir. Rudolph Palmer (170 min)
- Virgin Classics 50999 2-16611-2-9 (2008): Max Emanuel Cenčić (Faramondo), Sophie Karthäuser (Clotilde), In-Sung Sim (Gustavo), Marina de Liso (Rosimonda), Philippe Jaroussky (Adolfo), Xavier Sabata (Gernando), Fulvio Bettini (Teobaldo), Terry Wey (Childerico)
I Barocchisti; Dir. Diego Fasolis (166 min)
- Accent ACC 26402 (2014): Emily Fons (Faramondo), Anna Devin (Clotilde), Njål Sparbo (Gustavo), Anna Starushkevych (Rosimonda), Maarten Engeltjes (Adolfo), Christopher Lowrey (Gernando), Edward Grint (Teobaldo), Iryna Dziashko (Childerico)
FestspielOrchester Göttingen; Dir. Laurence Cummings (176 Min)